# Hirth HM 60
L'Hirth HM 60 era un motore aeronautico quattro cilindri in linea rovesciato raffreddato ad aria, progettato nel 1923 dalla tedesca Hirth Motoren GmbH e commercializzato l'anno dopo.
Questo motore, installato su molti velivoli leggeri e da addestramento, grazie alle sue ottime caratteristiche decretò il successo commerciale della Hirth nella produzione di motori aeronautici nel periodo tra le due guerre mondiali. Negli anni il progetto dell'HM 60 giovò di aggiornamenti atti ad incrementarne potenza ed affidabilità continuando tuttavia a mantenere quasi inalterato il disegno iniziale.

## Versioni
- HM 60R2
  - Peso a vuoto: 97 kg
  - Potenza: 80 CV (59 kW) a 2.400 giri/min
  - Rapporto di compressione: 5,80:1
  - Rapporto peso-potenza: 1,21 kg/CV
- HM 60R4

## Velivoli utilizzatori
Germania
- Klemm Kl 25

 Germania
- Bücker Bü 131 A
- Fieseler Fi 157
- Gerner G IIR
- Göppingen Gö 9
- Klemm Kl 35
- Klemm Kl 107

 Regno Unito
- Shackleton-Murray SM.1